# Le Jeu des 7 erreurs
Ne doit pas être confondu avec Jeu des 7 erreurs.
Albums par Élodie Frégé
Élodie Frégé
(2004) La Fille de l'après-midi
(2010)
Singles
1. La Ceinture
Sortie : juin 2006
2. Si je reste (Un peu)
Sortie : 2007
3. La Fidélité
Sortie : 2007

Le Jeu des 7 erreurs est le second album d'Élodie Frégé paru le 25 septembre 2006 chez Universal. 
Il a été certifié disque d’or et s’est vendu à environ 100,000 exemplaires. Il est sorti simultanément en version cd/dvd comprenant en bonus le clip La ceinture et un making of de l'album et une reissue en juin 2007 avec 2 titres inédits : Mon .sourire à l'envers, Paris et un remix de Fidélité par Benjamin Diamond.

## Liste des titres
| No  | Titre                  | Auteur                                             | Durée |
| --- | ---------------------- | -------------------------------------------------- | ----- |
| 1.  | La Ceinture            | Benjamin Biolay                                    | 3:34  |
| 2.  | Fous de rien           | Élodie Frégé                                       | 3:52  |
| 3.  | La Fidélité            | Jacques Lanzmann, Paul Dumonceaux, Nicolas Richard | 3:39  |
| 4.  | Douce Vie              | Élodie Frégé                                       | 3:27  |
| 5.  | Le Jeu des 7 erreurs   | Benjamin Biolay                                    | 3:38  |
| 6.  | Le Velours des vierges | Serge Gainsbourg                                   | 3:31  |
| 7.  | Pas là souvent         | Benjamin Biolay                                    | 3:54  |
| 8.  | Chez moi               | Élodie Frégé                                       | 3:41  |
| 9.  | Si je reste (Un peu)   | Benjamin Biolay, Keren Ann                         | 4:38  |
| 10. | Est-ce que tu le sais? | Benjamin Biolay                                    | 3:10  |
| 11. | Je sais jamais         | Élodie Frégé                                       | 3:53  |
| 12. | Il en faut             | Benjamin Biolay                                    | 3:17  |
| 13. | À celle                | Élodie Frégé                                       | 5:11  |
| 14. | Les Rideaux            | Élodie Frégé                                       | 6:53  |

## Classements
| Pays              | Meilleure position | Semaines classées |
| ----------------- | ------------------ | ----------------- |
| France            | 3                  | 51                |
| Belgique Wallonie | 1                  | 1                 |
| Suisse            | 5                  | 2                 |